# Аветисян, Самвел Сергеевич
Самве́л Серге́евич Аветися́н (арм. Սամվել Սերգեյի Ավետիսյան, 3 января 1952, Ахурян) — армянский государственный деятель.

## Биография
- 1970—1972 — служил в советской армии.
- 1973—1978 — Армянский сельскохозяйственный институт. Экономист. Доктор экономических наук, профессор. Член-корреспондент Армянской сельскохозяйственной академии наук.
- 1978—1979 — экономист колхоза им. Гая в селе Камо Ахурянского района.
- 1979—1998 — работал на кафедре организации производства Армянского сельскохозяйственного института ассистентом, старшим педагогом, доцентом, заведующим кафедрой.
- 1986—1994 — председатель профкомитета Армянского сельскохозяйственного института.
- 1995—1999 — начальник главного управления образования, науки и внедрения новых технологий министерства сельского хозяйства Армении.
- 1999—2002 — депутат парламента. Член постоянной комиссии по финансово-бюджетным, кредитным и экономическим вопросам. Беспартийный.
- 2002—2011 — первый заместитель министра сельского хозяйства Армении.
- 2011—2013 — профессор Национального аграрного университета Армении, директор научного центра аграрной политики и экономики.
- 2013 — директор научного центра "Амберд" Армянского государственного экономического университета[1].

Автор 6 монографий и свыше 130 научных статьей.